# Liești
Liesti là một xã thuộc hạt Galați, România. Dân số thời điểm năm 2002 là 11078 người.